# Slay (joc video)
Slay este un joc video de strategie pe ture, shareware, creat de Sean O'Connor și lansat în Regatul Unit pentru Microsoft Windows în martie 1995. Jocul este încă portat pe platforme moderne, cum ar fi pentru Pocket PC⁠(d) în 2002, pe mai multe dispozitive mobile între 2007 și 2013 și pe Steam în noiembrie 2016.

## Gameplay
Slay este un joc de strategie hexagonal în care scopul este de a cuceri insula cumpărând soldați și țărani care sunt folosiți pentru a cuceri hexagoanele inamicilor.

## Recepție
Slay a primit recenzii foarte pozitive. Eurogamer a considerat că este „perfect șlefuit” și „foarte satisfăcător”, iar Rock, Paper, Shotgun a spus că este „perfect”, „atât de simplu, atât de inteligent și atât de brutal”.
Versiunea mobilă a avut, de asemenea, recenzii pozitive.